# Rae Dawn Chong
Rae Dawn Chong (* 28. února 1961) je kanadsko-americká herečka.
Chong se narodila v Edmontonu v Albertě v Kanadě matce Maxine Sneed a herci, komikovi, spisovateli a režisérovi Tommy Chongovi. Její otec má čínský a skotsko-irský původ a její matka africký a čerokízský původ. Její sestra Robbi Chong je modelka a herečka.
Chong je známá hraním ve filmech Boj o oheň (Quest for Fire) (1981), Purpurová barva (The Color Purple) (1985), Choose Me (1984), Komando (1985), Korsičtí bratři (Cheech & Chong's The Corsican Brothers) (1984) a Far Out Man (1990).
Chong se dvakrát vdala a má jednoho syna. Její druhý manžel byl herec C. Thomas Howell, rozvedeni byli v roce 1990.

## Filmografie
- Boj o oheň (1981)
- Vyber si mě (1984)
- Korsičtí bratři (1984)
- Beat Street (1984)
- Strach v New Yorku (1984)
- Zákon města (1985)
- Vítězové (1985)
- Komando (1985)
- Purpurová barva (1985)
- Jak chutná černá (1986)
- Dítě štěstěny (1987)
- The Principal (1987)
- Walking After Midnight (1988)
- Rude Awakening (1989)
- Příběhy z temnot: Film (1990)
- Buď v klidu (1990)
- Tanec řetězů (1990)
- Denial (1991)
- Borrower - Oběti bez hlav (1991)
- Prison Stories: Women on the Inside (1991)
- Když skončí večírek (1992)
- Amazon (1992)
- Ukryt v čase (1993)
- Pasák (1994)
- Boca (1994)
- Power of Attorney (1995)
- Crying Freeman (1995)
- The Break (1995)
- Skrýš (1995)
- Starlight (1996)
- Maska smrti (1996)
- Highball (1997)
- Sbohem Ameriko (1997)
- Zdánlivě snadné (1998)
- Nebezpečná přitažlivost (1999)
- The Visit (2000)
- Constellation (2005)

## TV shows
- Top of the Hill (1980)
- Badge of the Assassin (1985)
- Curiosity Kills (1990)
- Nitecap (1992)
- Father & Son: Dangerous Relations (1993)
- Highlander: The Series (1996)
- Valentine's Day (1998)
- Mysterious Ways (2000-2002)[1]
- Wild Card (2003)
- Deadly Skies (2005)
- That's So Raven (2007)